# 콘스탄티나 디처
콘스탄티나 디타-토메스쿠(루마니아어: Constantina Diță-Tomescu, 1970년 1월 23일 ~ )는 루마니아의 장거리 육상 선수로, 주로 마라톤과 하프마라톤에서 전문적으로 활약하였다.
투르부레아에서 태어난 디타는 어린 시절에 육상에 관심을 가지면서, 1984년 로스앤젤레스 올림픽에서 마리시카 푸이카가 3000m 우승한 것을 보고 특별히 그녀를 감탄하였다고 한다.
1999년 유럽 크로스컨트리 선수권 대회에서 개인 경주와 단체 경주에서 2개의 은메달을 획득하여 첫 성공을 거두었다. 2001년 세계 육상 선수권 대회에서는 마라톤 10위를 하였다.
2004년 아테네 올림픽에서 20위를 하고, 그해 후반에 열린 시카고 마라톤에서 개인 최고 기록 2시간 21분 30초와 함께 우승하였다.
2005년 세계 육상 선수권 대회에서 마라톤 동메달을 딴 후, 세계 하프마라톤 챔피언이 되었다. 2006년 세계 도로 달리기 선수권 대회 2위를 하고 이듬해 런던 마라톤 진출에 성공하여 3위를 하였다.
2008년 베이징 올림픽에서 2시간 26분 44초의 기록과 마라톤 금메달 획득에 성공한 디타는 38세의 나이로 올림픽 역사상 마라톤을 우승하는 데 연장자 여성 선수로 알려졌다.
미국 콜로라도주 볼더에 살면서 고도에서 훈련하고 있다.